# 擬緋鯉屬
擬緋鯉屬，為輻鰭魚綱鱸形目鱸亞目鬚鯛科的其中一属。

## 下属物种
- - 大鱗擬緋鯉（Pseudupeneus grandisquamis）
  - 斑點擬緋鯉（Pseudupeneus maculatus）
  - 西非擬緋鯉（Pseudupeneus prayensis）